# Le Repos pendant la fuite en Égypte (Van Dyck)
Le Repos pendant la fuite en Égypte est une peinture de 1630 du peintre flamand Antoine van Dyck, probablement commandée par un laïc. Représentant la Sainte Famille soit Joseph, Marie et l'Enfant Jésus, il appartenait à Maximilien II, électeur de Bavière et se trouve maintenant à l'Alte Pinakothek à Munich. Le Repos pendant la fuite en Égypte était alors un sujet d'art populaire. 